# Xanthoparmelia filsonii
Xanthoparmelia filsonii är en lavart som beskrevs av Elix & J. Johnst. Xanthoparmelia filsonii ingår i släktet Xanthoparmelia och familjen Parmeliaceae.   Inga underarter finns listade i Catalogue of Life.